# Quamtana mabusai
Quamtana mabusai is een spinnensoort uit de familie trilspinnen (Pholcidae). De soort komt voor in Zuid-Afrika en Swaziland. 